# Intral Renting-Nec-Ricoh
Intral Renting-Nec-Ricoh, TeVe Blad oder Perlav-Eurosoap war ein belgisches professionelles Radsportteam, das von 1983 bis 1988 bestand.

## Geschichte
Das Team wurde 1983 unter der Leitung von Paul De Baeremaeker gegründet. 1984 konnte das Team zweite Plätze beim Le Samyn und beim GP Stad Zottegem erreichen. 1985 folgten vierte Plätze beim Kampioenschap van Vlaanderen und beim Grote Prijs Stad Zottegem. 1986 konnten zweite Plätze beim Grote Prijs Raymond Impanis, beim Leeuwse Pijl, Nokere Koerse, Grote Prijs Stad Vilvoorde sowie ein fünfter Platz in der Gesamtwertung der Luxemburg-Rundfahrt erreicht werden. 1988 wurde, außer dem vierten Platz beim Grand Prix Eddy Merckx, keine nennenswerte Ergebnisse erzielt und nach der Saison 1988 wurde das Team aufgelöst.

## Erfolge
1984
- Omloop van het Houtland Lichtervelde
- Grote 1-MeiPrijs

1985
- Omloop van de Westhoek

1986
- Omloop van het Houtland Lichtervelde
- Omloop Schelde-Durme

1987
- Kampioenschap van Vlaanderen

1988
- Nokere Koerse
- Grote 1-MeiPrijs

## Bekannte ehemalige Fahrer
- Eddy Schepers (1983)
- Ludo Giesberts (1987–1988)
- Jan Bogaert (1988)
- Patrick Versluys (1988)